# دسپینا خاتون
دسپینا خاتون (۱۴۳۸ ترابزون - ۱۴۷۸ دیاربکر) یا دسپینا کاترینا دختر امپراتور ترابوزان ژان چهارم بود. وی در سال ۱۴۵۸ میلادی با اوزون حسن، پادشاه آق قویونلو ازدواج کرد. ازدواج سیاسی رابطهٔ بین اوزون حسن و مسیحیان را تقویت و ضدیت بین ایران و عثمانی را تقویت نمود. شرط ازدواج این بود که دسپینا اجازه داشته باشد به مسیحیت ادامه دهد. وی به همراه گروهی از روحانیون مسیحی به ایران آمد و در در ایران کلیسایی در دیاربکر و کلیسایی در تبریز تأسیس کرد. دسپینا دارای دختری به نام مارتا (حلیمه) شد که همسر شیخ حیدر و مادر شاه اسماعیل صفوی بود که در ۱۵۰۱ میلادی عامل تغییر دین رسمی ایران از شافعی به شیعه شد.
کاترینو زنو همسر خواهرزادۀ دسپینا بود که در سال ۱۴۷۳ به عنوان سفیر ونیز در دربار اوزون حسن حاضر شد و با دسپینا ملاقات کرد.
او به سبب زیبایی و همسری رقیب عثمانی‌ها، در اروپای قرون وسطی شهرتی اسطوره‌ای پیدا کرد. اوزون حسن اتحاد ضدعثمانی خود را با این ازدواج تقویت کرد و پشتیبانی یونانیان، ارمنیان و مردمان گرجی بسیاری را به دست آورد.

## اوائل زندگی

نقاشی پیزانلو در کلیسای ورونا از شاهزادهٔ ترابوزان.

گفته می‌شود که اسم او در زمان تولد کاترین بوده‌است. او دختر همسر دوم ژان چهارم ترابوزان بود. اما بعضی متون دیگر وی را دختر دیوید برادر ژان چهارم خوانده‌اند. بعضی متون دیگر وی را دختر نامشروع ژان چهارم از همسر دومش خوانده‌اند. او ابتدا قرار بود با پادشاه قسطنطنیه به نام کنستانتین یازدهم ازدواج کند ولی این ازدواج صورت نگرفت. زیبایی دسپینا در متون مختلف ذکر شده‌است. به‌طور مثال جهانگرد ایتالیایی راموسیو در نوشتارهای خود آورده‌است: «در این زمان در ترابوزان حاکمی به نام کالو ژوئانیس (ژان چهارم) حکومت می‌کرد که او مسیحی بود و دختری به نام دسپینا کاتو داشت، بسیار زیبا، و اعتقاد عمومی بر این بود که در تمامی سرزمین ایران شهرت زیبایی و شخصیت او زبانزد بود.» این داستان ممکن است کمی دارای اغراق باشد، با این وجود علاقهٔ اوزون حسن به ازدواج با این دختر نشان‌دهندهٔ زیبایی او است. اوزون حسن به پدر او قول داد که نیروهای رزمی خود را برای دفاع از ترابوزان بفرستد و دسپینا اجازه یافت که دین مسیحیت خود را آزادانه در دربار او انجام دهد.

## ملاحظات سیاسی
بعد از سقوط قسطنطنیه در سال ۱۴۵۳ توسط سلطان محمد فاتح، ترابوزان آخرین سنگر امپراتوری بیزانس و دین مسیحیت ارتدوکس بود. ترکان عثمانی از زمان فتح قسطنطنیه چندین بار به ترابوزان حمله کردند. از این رو اتحاد با آق قویونلو که با عثمانیان روابط خوبی نداشتند باعث دفع حملات عثمانی می‌شد. اما این ازدواج برای بسیاری مسیحیان شگفت‌آور بود زیرا دختری یونانی مسیحی به ازدواج پادشاهی مسلمان درمی‌آمد. با اینکه این ازدواج در دین مسیحیت ارتدوکس دارای اشکال بود ولی ژان چهارم فواید این اتحاد را مهم‌تر از مشکلات مذهبی می‌دانست.
با این حال، اتحاد ترابوزان-اوزون حسن با مرگ ژان چهارم در سال ۱۴۵۹ میلادی سست شد. جانشین ژان، برادر او دیوید رابطهٔ خود را با اوزون حسن کم کرد و تصمیم گرفت از پاپ در روم درخواست کمک کند.
عثمانی در سال ۱۴۶۱ میلادی باز به ترابوزان حمله کرد که این کار باعث جنگ با اوزون حسن شد. ولی بعد از مدتی به دلیل سستی رابطه با دیوید، اوزون حسن از جنگ با عثمانی دست کشید و سلطان محمد فاتح در ۱۵ اوت ۱۴۶۱ میلادی ترابوزان را تسخیر و امپراتوری کومننه را پایان بخشید.

## مرگ دیوید
در سال ۱۴۶۳ میلادی دیوید پادشاه ترابوزان که در آدریانوپول به همراه پسرانش زندانی بود نامه‌ای به دسپینا نوشت. سلطان محمد فاتح از این نامه خبردار شد و دستور داد دیوید و پسرانش در اول نوامبر ۱۴۶۳ اعدام کردند و آخرین امیدهای دسپینا برای نجات امپراتوری پدرش تبدیل به یأس شد.

## آخرین سال‌ها

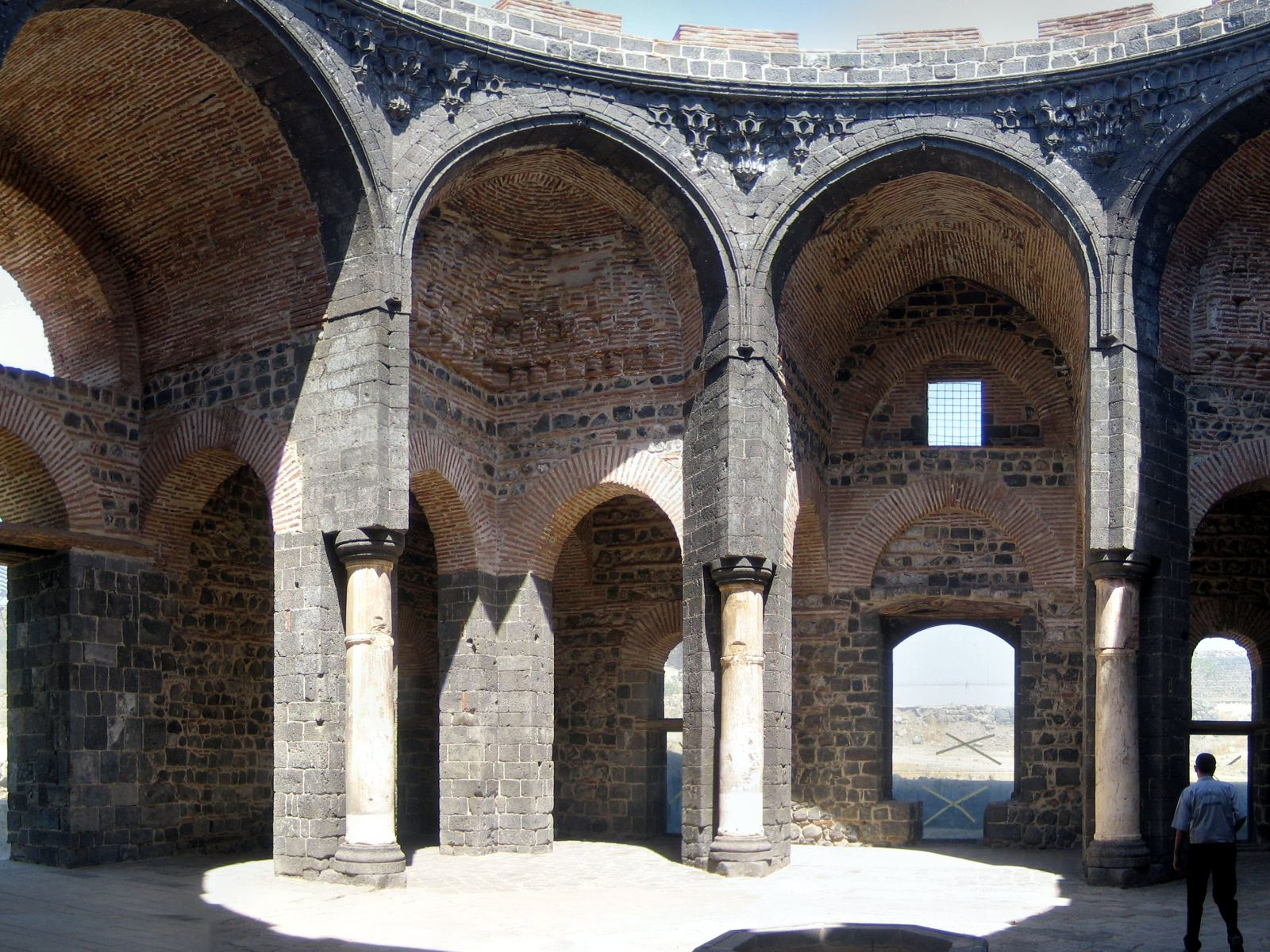
کلیسای جورج مقدس در دیاربکر جایی که دسپینا در آن دفن شد.

دسپینا پیش از مرگ همسرش (۶ ژانویه ۱۴۷۸) از او جدا شده بود و در دیاربکر با دو دخترش زندگی می‌کرد و در همانجا درگذشت و او را در کلیسای جورج مقدس به خاک سپردند.

## فرزندان
دسپینا یک پسر و سه دختر داشت. 
- یک پسر، در همان شب مرگ پدرش (۶ ژانویه ۱۴۷۸) توسط برادران ناتنی‌اش کشته شد.

- مارتا، همسر شیخ حیدر.

- دو دختر دیگر با دسپینا زندگی می‌کردند و با مرگ مادرشان همچنان در دیاربکر بودند و از ثروت عظیمی برخوردار بودند ولی هنگامی که از مرگ پدر و قتل برادر آگاه شدند به دمشق گریختند. یکی از دختران که از به قدرت رسیدن خواهرزاده‌اش شاه اسماعیل در ایران آگاه شده بود، قصد بازگشت به ایران را کرد و در سال۱۵۱۲ با کاترینو پسر پیترو پسر کاترینو زنو که در دمشق مشغول تجارت بود و با او خویشاوند بود، ملاقات کرد. او قصد داشت تا کاترینو را نیز همراه خود به ایران ببرد و وعده داد که او را به مقام و منصبی برساند ولی کاترینو از رفتن به ایران عذر خواست.[۸]

## هنر و افسانه‌ها
داستان‌های زیادی در مورد شاهزادهٔ ترابوزان به خصوص در متون غربی وجود دارد. پیزانلو نقاش ایتالیایی چندین اثر در مورد شاهزاده ترابوزان دارد. در کلیسایی در ورونا اثری از پیزانلو وجود دارد که معمولاً تصویر دسپینا دانسته می‌شود.